# 堀直時
堀 直時（ほり なおとき）は、越後安田藩（村松藩）の初代藩主。直寄系支流堀家初代。

## 略歴

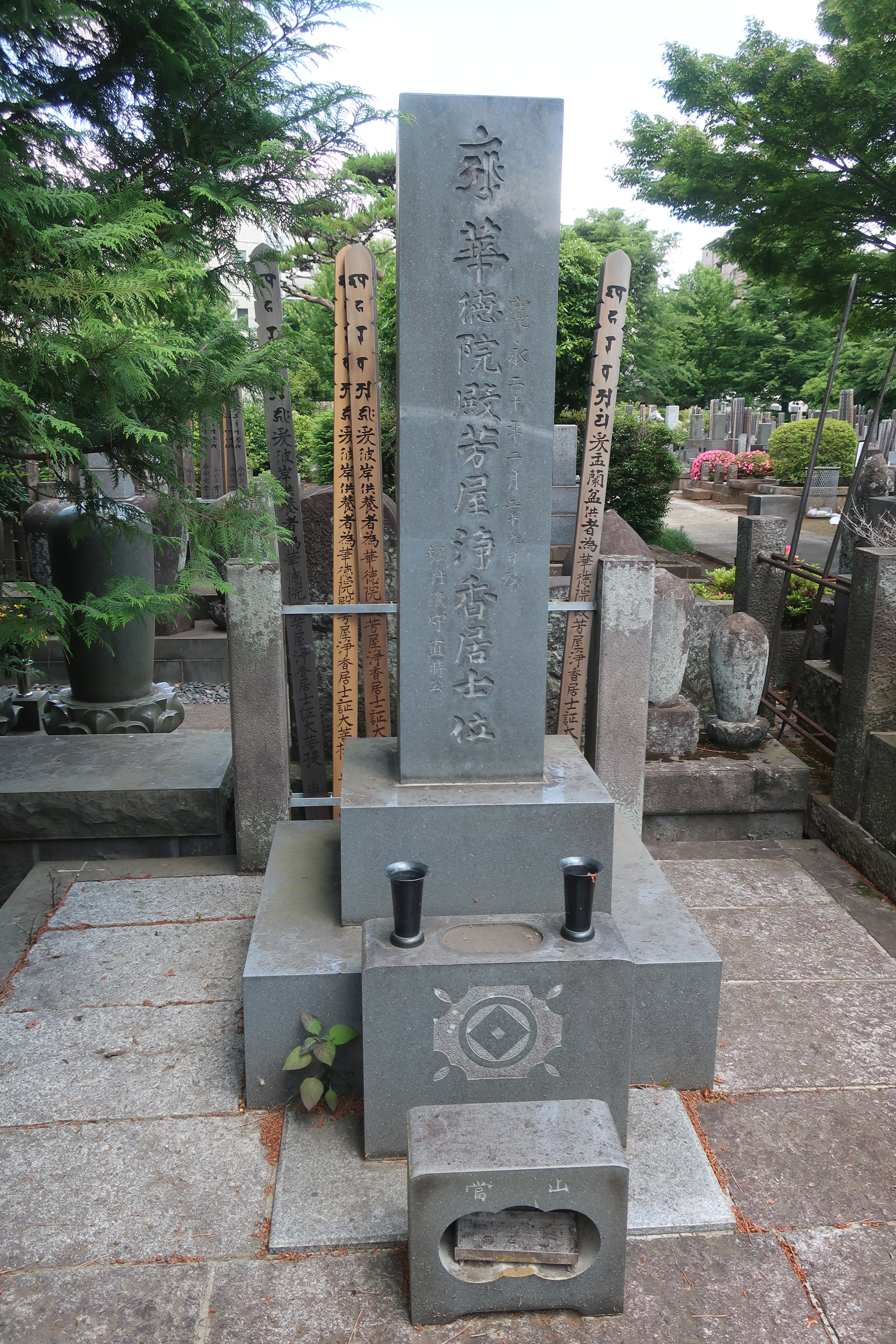
堀丹後守直時墓（華徳院）

元和2年（1616年）、信濃飯山藩主・堀直寄の次男として生まれる。寛永16年（1639年）、父の死去に際し、3万石を分与されて大名となり、安田藩を立藩した。寛永19年（1642年）、甥の直定が早世して本家の村上藩が断絶すると、村上藩遺臣によって跡継ぎに擁立されたが、幕府からは認められなかった。同年12月、従五位下、丹後守に叙任する。
寛永20年（1643年）2月29日に死去。享年28。跡を次男の直吉が継いだ。

## 系譜
父母
- 堀直寄（父）
- 松平近清の娘（母）

正室
- 池田長幸の娘

子女
- 堀直利（次男）